# Петеранець
46°11′ пн. ш. 16°53′ сх. д. / 46.19° пн. ш. 16.89° сх. д.
Петеранець (хорв. Peteranec) – громада і населений пункт в Копривницько-Крижевецькій жупанії Хорватії.

## Населення
Населення громади за даними перепису 2011 року становило 2 704 осіб. Населення самого поселення становило 1 431 осіб.
Динаміка чисельності населення громади:
Динаміка чисельності населення центру громади:

## Населені пункти
Крім поселення Петеранець, до громади також входять:
- Котманиця
- Сігетець